# 伊保原飛行場
伊保原飛行場（いぼばらひこうじょう）は愛知県豊田市浄水町に存在した飛行場である。

## 概要
1940年に愛知時計電機（航空機部門は後に愛知航空機となる）の試験飛行場として建設され、その後、軍との共用飛行場となった。滑走路は3本作られた。第2次世界大戦中、ここから神風特別攻撃隊草薙隊が沖縄の米軍艦隊へ特攻を行い、語り部の方の説明によると62名（慰霊碑には56名と記載）が亡くなったとされている。現在は住宅地となっており、愛知少年院南側の浄水区民会館敷地内（開豊神社）には慰霊碑が建てられている。慰霊祭が毎年４月に行われていたが、遺族の高齢化等の理由により戦後70年を節目として2015年4月12日を最後に行われなくなった。
なお、戦争末期には、沖縄戦（菊水作戦）終結直後まで所属していた第二五二海軍航空隊から第六〇一海軍航空隊に編入された第三航空艦隊指揮下の攻撃第3飛行隊（艦上爆撃機「彗星」＝空冷エンジン搭載型である三三型と四三型装備の部隊）が、7月上旬に千葉県の茂原基地から明治海軍航空基地（現：安城市）に移動・展開した後、空襲を避けるため、7月下旬に明治海軍航空基地に近接する本飛行場に移動・展開し、ここで終戦を迎えている。
現在は豊田浄水特定土地区画整理事業により土地の分譲を随時行っている土地で、この土地は飛行場であったことから非常に地盤が良いとされ、名鉄豊田線浄水駅があり名古屋や豊田市街へのアクセスも良好である。